# Agrilus indignus
Agrilus indignus es una especie de insecto del género Agrilus, familia Buprestidae, orden Coleoptera.
Fue descrita científicamente por Fairmaire, en 1849.